# Kurhanî, Berezne
Kurhanî (în ucraineană Кургани) este un sat în comuna Kameanka din raionul Berezne, regiunea Rivne, Ucraina.

## Demografie
Componența lingvistică a localității Kurhanî
     Ucraineană (99,63%)
     Alte limbi (0,36%)
Conform recensământului din 2001, majoritatea populației localității Kurhanî era vorbitoare de ucraineană (99,63%), existând în minoritate și vorbitori de alte limbi.